# Дембельский аккорд
«Де́мбельский акко́рд» — объём разовых работ, выполняемый по приказу командования военнослужащими срочной службы (как правило, в последние один—два месяца перед увольнением в запас), условия выполнения которого неформально связаны с датой их предстоящего увольнения и мотивируются последней.
Словосочетание — из военного жаргона:
- дембель — демобилизация;
- аккорд — согласие, соглашение, условие, сделка, уговор, и аккордная работа — разовая работа, оплачиваемая по её полному выполнению.

## Мотивация аккорда
Фактическая дата завершения срочной службы определялась исключительно командованием воинской части, причём в широких пределах (со дня выхода в апреле или октябре соответствующего приказа министра обороны и до крайней указанной в нём даты — 30 июня или 31 декабря, соответственно весеннему или осеннему призыву). Военнослужащих-срочников, как правило, отправляли в запас группами («партиями», «пачками») по 5—15 человек с «шагом» в 7—14 дней. В этих рамках между командованием, определяющим персональный состав «пачек», и некоторыми подлежащими увольнению срочниками может заключаться неформальное соглашение: быстро и качественно выполненный «аккорд» в обмен на зачисление в более раннюю «партию».
Такое положение дел перестало существовать в связи с переходом[когда?] на новую систему увольнения в запас — теперь дата «демобилизации» чётко привязана к дате поступления на военную службу и командование части практически никак не может законными способами ни задержать, ни ускорить увольнение военнослужащего срочной службы в запас. Исключением может явиться поощрение в виде дополнительных суток (5, в крайне редких случаях 10) к отпуску — тогда военнослужащий (если не использовал отпуск в течение службы, а оставил его на конец) мог уволиться раньше на соответствующее количество дней, однако подобные поощрения в основном выдавались в течение службы, а не за финальный аккорд, снятие же имеющегося поощрения чаще наступало вследствие серьёзного проступка, а не отказа делать аккорд.

## Предмет аккорда
Чаще всего предметом аккорда являются хозяйственные работы по улучшению бытовых условий для остающихся служить срочнослужащих, например покраска казармы. Тем не менее аккордные работы обладают, как правило, при этом дополнительной «разовой» ценностью, находятся вне общей рутины и обычно предполагают значимый элемент личной находчивости и творчества — это может быть приведение в порядок автопарка, ленинской комнаты, оформительские работы в казарме, обновление разметки на плацу, обустройство подсобного хозяйства части и т. д. вплоть до художественной инкрустации дверей здания штаба, настройки телевизионной антенны или создания и электрификации наглядных пособий в учебных классах. При этом финансовая сторона (приобретение материалов и проч.) и освобождение от непрофильных занятий обеспечиваются командованием, а от исполнителей-срочников требуются умелые руки и смекалка.

## Интрига аккорда
Характерной особенностью дембельского аккорда, вошедшей в армейский фольклор, является невозможность «наказания» исполнителей в случае, если в их работе спустя некоторое время выявятся скрытые дефекты: уволившиеся в запас к тому времени обычно уже оказываются дома. У осознающих это исполнителей появляется соблазн сделать работу броско, в расчёте на внешний эффект, но ненадёжно, — после чего сдать результат командованию и быстро уволиться. Поэтому командование воинской части зачастую подвержено встречному соблазну — максимально продлить срок службы согласившихся на аккорд срочников, несмотря на договорённость уволить их раньше.
Но при этом есть и третья сторона: всё происходящее совершается на глазах будущих дембелей — более молодых солдат — и может негативно сказаться на авторитете командования. Через очередные полгода последнему могут перестать верить на слово и, соответственно, соглашаться на будущие аккорды. Такая диалектика создаёт интригу, под знаком которой проходят последние недели периода увольнений в запас, и обычно служит предметом большого количества обсуждений всех заинтересованных сторон внутри воинской части.

## Статус и значение аккорда
Хотя данная практика достаточно широко распространена и воспринимается в качестве одной из устойчивых армейских традиций, она не является непременным элементом увольнения в запас, не регламентируется воинскими уставами и, как таковая, не служит проявлением неуставных отношений, так как происходит добровольно и не наносит ущерба чести и достоинству военнослужащих — скорее, наоборот. По сути дембельский аккорд направляет энергию исполнителей-дембелей в конструктивное русло и, зачастую, даёт возможность оставить о себе уникальное материальное свидетельство и добрую память в родной воинской части, а описанная выше интрига психологически помогает им скоротать время до дембеля.
Термин «дембельский аккорд» часто используется в российских СМИ в иносказательной форме, например для обозначения объёма работ и задач, которые необходимо выполнить политику перед завершением срока полномочий.

## Злоупотребления при аккорде
Хотя дембельский аккорд как таковой не находится в противоречии с воинскими уставами, не все источники согласны с тем, что он не служит проявлением неуставных отношений. Действительно, практика показывает, что встречаются и случаи злоупотреблений, которые приводятся противниками аккордов как примеры. Чаще всего в этих примерах традиция аккордов используется с подачи офицерского состава для подстрекания дембелей к воровству, побуждению к принудительному труду их более молодых сослуживцев и проч.
Борис Слепнёв, рядовой запаса, рассказывает:
Пресловутые дембельские аккорды — когда перед увольняющимися в запас ставится определенная цель, например вырыть траншею, достроить стену, пустить отопление. Подобные задачи ставят офицеры, прекрасно осознавая, что она непосильна для пяти-шести дембелей. Что получается в итоге? По ночам молодое пополнение копает эту самую траншею, кладет кирпичи и так далее.
Леонид Хозин, сотрудник журнала «Карелия», добавляет:
«Дембельский аккорд» — это прощальное задание, которое давали «дембелям» отцы-командиры. Например, раздобыть канистру бензина или краску. Где — никого не интересует. Есть деньги — купи, не можешь купить — укради.

Константин Банников в своём исследовании, проведённом на грант Фонда Джона и Кэтрин Макартуров, резюмирует:
Разумеется, практика дембельских аккордов противозаконна. В разгар «перестройки» с ней пытались официально бороться, но это ни к чему не привело. Командир части может любой комиссии сказать то, что приходилось неоднократно слышать автору данной работы: «А их никто не заставляет. Просто солдаты, уходя, рады сделать этот подарок родной части, где они были так счастливы!» Это, разумеется, цинизм, но цинизм не конкретного командира. Это цинизм системы.